# Österreichischer Frauen-Fußballcup 2013/14
Der Österreichische Frauen-Fußballcup wurde in der Saison 2013/14 zum 40. Mal ausgespielt. Als ÖFB-Ladies-Cup wurde er vom Österreichischen Fußballbund zum 22. Mal durchgeführt und er begann am 17. August 2013 mit der ersten Runde und endete am 17. Mai 2014 mit dem Finale in der Jacques Lemans Arena in St. Veit/Glan. Den Pokal ging in dieser Saison, wie auch im Vorjahr, an den FSK St. Pölten-Spratzern.

## Teilnehmende Mannschaften
Für den österreichischen Frauen-Fußballcup haben sich anhand der Teilnahme der Ligen der Saison 2013/14 folgende 32 Mannschaften, die nach der Saisonplatzierung der ÖFB-Frauenliga 2012/13 und der 2. Liga Mitte/West 2012/13 und der 2. Liga Ost/Süd 2012/13 geordnet sind, qualifiziert. Teams, die als durchgestrichen gekennzeichnet sind, nahmen am Wettbewerb aus diversen Gründen nicht am Wettbewerb teil oder sind zweite Mannschaften und spielten daher nicht um den Pokal mit. Weiters konnten noch der Landescupsieger, der Landesmeister oder auch Vertreter der Saison 2012/13 teilnehmen.
| ÖFB Frauen-Bundesliga (10) | 2. Liga Mitte/West (4) | 2. Liga Ost/Süd (8) |
| --- | --- | --- |
| - SV Neulengbach (NÖ) - FSK St. Pölten-Spratzern (NÖ) (C) - FC Wacker Innsbruck (T) - USC Landhaus (W) - LUV Graz (ST) - Union Kleinmünchen (OÖ) - SKV Altenmarkt (NÖ) - FC Südburgenland (B) - Carinthians Soccer Women (K) - SG SK Sturm Graz Damen/FC Stattegg (ST) (RG) | - SG FC Bergheim/USK Hof (S) (A) - Heeres SV Wals (S) (RV) - RW Rankweil (V) - ASKÖ Dionysen/Traun (OÖ) - FC Wacker Innsbruck II (T) - SPG FC Lustenau/SC Austria Lustenau/FC Höchst (V) - Sportunion Wolfern (OÖ) - Union Geretsberg (OÖ) - FFC Vorderland (V) (LM) (N) | - SV Neulengbach II (NÖ) - ASK Women Soccer Bruck (NÖ) statt SC/ESC Parndorf (NÖ) - ASV Spratzern II (NÖ) - 1. DFC Leoben/GAK (ST) - ASK Erlaa (W) - FSG SC Wiener Neustadt/SV Gloggnitz (NÖ) - SV Horn (NÖ) - FC Südburgenland II (B) - ASK Baumgarten (B) - ATSV Hollabrunn (NÖ) (LM) (RG) - SPG FC Feldkirchen/SV Magdalensberg (K) (LM) (RG) |
| Landescupsieger, Meister oder Meistervertreter aus der Landesliga (10) | | |
| - FC Mönchhof (B) (LM) (RV) - SPG FC Feldkirchen/SV Magdalensberg (K) (LM), siehe 2. Liga Ost/Süd - SV Spittal/Drau/SV Rothenthurn (K) (L2) - ATSV Hollabrunn (NÖ) (LM), siehe 2. Liga Ost/Süd - ASKÖ Dionysen/Traun (OÖ) (LC), siehe 2. Liga Mitte/West - LSC Linz (OÖ) (LM) (RV) | - FC Bergheim II (S) (LM) - FC Pinzgau Saalfelden (S) (L2) - SC St. Ruprecht/Raab (ST) (LC) (LM) (RV) - USV Hatzendorf (ST) (L2) - SVG Erl (T) (L2) - SV Haiming (T) (LM) - SSV Neustift (T) (LLAuf)                                                                     | - ESV Bludenz (V) - RW Rankweil (V) (LC), siehe 2. Liga Mitte/West - FFC Vorderland (V) (LM), siehe 2. Liga Mitte/West - FC Altera Porta (W) (LC) (L2) - Wiener Sportklub (W) (LM) (RV) |
| Erläuterungen Länderkürzel: (B): Burgenland, (K): Kärnten, (NÖ): Niederösterreich, (OÖ): Oberösterreich, (S): Salzburg, (ST): Steiermark, (T): Tirol, (V): Vorarlberg, (W): Wien; Vereins-Landes-Bewerbserfolg: (LC): Landescupsieger, (LCF): Landescupfinalist, (LM): Landesmeister, (Lx): x. Platz der Landesliga, (LN): Landesliga-Aufsteiger, (..-x): x Landesliga siehe Länderkürzel | | |

| (C) | amtierender Cupsieger 2013/14    |
| (A) | Absteiger der Saison 2013/14     |
| (N) | Neuaufsteiger der Saison 2013/14 |

## Turnierverlauf

### 1. Cuprunde
| Datum                   |                                  | Ergebnis   |                                     |
| ----------------------- | -------------------------------- | ---------- | ----------------------------------- |
| 17.08.2013 um 16:00 Uhr | FFC Vorderland                   | 0:8 (0:3)  | FC Wacker Innsbruck                 |
| 17.08.2013 um 16:00 Uhr | FC Pinzgau Saalfelden            | 1:9 (0:5)  | FC Südburgenland                    |
| 17.08.2013 um 16:00 Uhr | ASK Baumgarten                   | 1:5 (0:2)  | Union Kleinmünchen                  |
| 17.08.2013 um 17:00 Uhr | ASKÖ Dionysen/Traun              | 1:4 (0:1)  | SKV Altenmarkt                      |
| 17.08.2013 um 18:00 Uhr | 1. DFC Leoben/GAK                | 0:3 (0:0)  | LUV Graz                            |
| 17.08.2013 um 18:00 Uhr | SV Spittal/Drau/SV Rothenthurn   | 4:0 (3:0)  | SPG FC Feldkirchen/SV Magdalensberg |
| 17.08.2013 um 19:00 Uhr | SV Horn                          | 0:13 (0:7) | FSK St. Pölten-Spratzern            |
| 17.08.2013 um 19:00 Uhr | SSV Neustift                     | 1:6 (1:3)  | SV Haiming                          |
| 17.08.2013 um 20:00 Uhr | FC Altera Porta                  | 0:19 (0:7) | SV Neulengbach                      |
| 17.08.2013 um 14:00 Uhr | RW Rankweil                      | 12:1 (7:0) | SVG Erl                             |
| 17.08.2013 um 14:00 Uhr | USV Hatzendorf                   | 0:11 (0:6) | SG SK Sturm Graz Damen/FC Stattegg  |
| 17.08.2013 um 14:00 Uhr | ESV Bludenz                      | 0:4 (0:2)  | SG FC Bergheim/USK Hof              |
| 18.08.2013 um 15:00 Uhr | ASK Erlaa                        | 11:1 (3:0) | ATSV Hollabrunn                     |
| 18.08.2013 um 16:00 Uhr | SC St. Ruprecht/Raab             | 0:5 (0:3)  | Carinthians Soccer Women            |
| 18.08.2013 um 16:00 Uhr | ASK Women Soccer Bruck           | 0:3 (0:2)  | USC Landhaus                        |
| 18.08.2013 um 16:00 Uhr | FSG Wiener Neustadt/SV Gloggnitz | 0:1 (0:1)  | Wiener Sportklub                    |

### 2. Cuprunde
| Datum                   |                                | Ergebnis   |                                    |
| ----------------------- | ------------------------------ | ---------- | ---------------------------------- |
| 28.09.2013 um 15:00 Uhr | Carinthians Soccer Women       | 2:0 (2:0)  | LUV Graz                           |
| 28.09.2013 um 16:00 Uhr | SV Spittal/Drau/SV Rothenthurn | 0:1 (0:0)  | SG SK Sturm Graz Damen/FC Stattegg |
| 29.09.2013 um 11:00 Uhr | RW Rankweil                    | 3:4 (3:2)  | Union Kleinmünchen                 |
| 29.09.2013 um 13:30 Uhr | SV Haiming                     | 0:15 (0:7) | FC Wacker Innsbruck                |
| 29.09.2013 um 14:00 Uhr | SG FC Bergheim/USK Hof         | 0:3 (0:1)  | FSK St. Pölten-Spratzern           |
| 29.09.2013 um 15:00 Uhr | FC Südburgenland               | 1:7 (1:3)  | SV Neulengbach                     |
| 29.09.2013 um 15:00 Uhr | Wiener Sportklub               | 0:4 (0:0)  | USC Landhaus                       |
| 29.09.2013 um 15:00 Uhr | ASK Erlaa                      | 2:3 (1:1)  | SKV Altenmarkt                     |

### Viertelfinale
| Datum                   |                          | Ergebnis  |                                    |
| ----------------------- | ------------------------ | --------- | ---------------------------------- |
| 15.03.2014 um 16:00 Uhr | SV Neulengbach           | 2:0 (1:0) | SG SK Sturm Graz Damen/FC Stattegg |
| 16.03.2014 um 14:00 Uhr | Union Kleinmünchen       | 1:2 (1:1) | SKV Altenmarkt                     |
| 16.03.2014 um 14:00 Uhr | Carinthians Soccer Women | 0:3 (0:2) | USC Landhaus                       |
| 16.03.2014 um 14:00 Uhr | FSK St. Pölten-Spratzern | 6:1 (3:0) | FC Wacker Innsbruck                |

### Halbfinale
Die Auslosung für das Halbfinale fand am 19. März statt.
| Datum                   |                          | Ergebnis  |                |
| ----------------------- | ------------------------ | --------- | -------------- |
| 19.04.2014 um 16:00 Uhr | SKV Altenmarkt           | 1:6 (0:2) | SV Neulengbach |
| 19.04.2014 um 19:30 Uhr | FSK St. Pölten-Spratzern | 6:0 (5:0) | USC Landhaus   |

### Finale
Das Finale wurde in der Jacques Lemans Arena, St. Veit/Glan in Kärnten vor 400 Zuschauern ausgetragen.
| 17.05.2014 um 16:00 Uhr | SV Neulengbach | 3:4 (2:3) | FSK St. Pölten-Spratzern |
| Tore: 0:1 Claudia Wasser (5.), 1:1 Monika Matysova (10.), 1:2 Jennifer Pöltl (11.), 2:2 Katharina Aufhauser (19.), 2:3 Lisa Marie Makas (35.), 2:4 Carina Mahr (53.), 3:4 Jana Vojtekova (75.) |                |           |                          |

## Torschützenliste
In der Torschützenliste des ÖFB Ladies-Cup belegte Nicole Billa vom FSK St. Pölten-Spratzern den ersten Platz.
| Pl. | Nat.       | Spieler               | Verein                   | Tore |
| --- | ---------- | --------------------- | ------------------------ | ---- |
| 01. | Osterreich | Nicole Billa          | FSK St. Pölten-Spratzern | 8    |
| 02. | Osterreich | Nina Burger           | SV Neulengbach           | 7    |
| 03. | Osterreich | Veronika Vonbrül      | RW Rankweil              | 5    |
| 03. | Osterreich | Maria Gstöttner       | SV Neulengbach           | 5    |
| 03. | Osterreich | lexandra Biroova      | SV Neulengbach           | 5    |
| 06. | Osterreich | Anna Malle            | Carinthians Soccer Women | 4    |
| 06. | Osterreich | Laura Hartlieb        | FC Wacker Innsbruck      | 4    |
| 06. | Osterreich | Anna Mederle          | FC Wacker Innsbruck      | 4    |
| 06. | Osterreich | Melanie Fischer       | FC Wacker Innsbruck      | 4    |
| 06. | Osterreich | Tanja Legenstein      | FC Südburgenland         | 4    |
| 06. | Osterreich | Christine Schiebinger | SKV Altenmarkt           | 4    |
| 06. | Osterreich | Lisa Marie Makas      | FSK St. Pölten-Spratzern | 4    |